# 보산스키 로나츠
보산스키 로나츠(보스니아어: bosanski lonac)는 보스니아 헤르체고비나의 전통 스튜이다. 본래 광부들이 먹던 음식으로, 지역에 따라 재료와 조리법의 차이가 있으나 기본적으로 고기와 채소가 들어간다. 보스니아 헤르체고비나의 국민 음식 가운데 하나로 여겨진다.

## 이름
보스니아어 "보산스키(bosanski)"는 "보스니아의, 보스니아식의, 보스니아와 관련된"이라는 뜻이며, "로나츠(lonac)"는 "냄비"를 뜻한다. "보산스키 로나츠(bosanski lonac)"는 "보스니아 냄비"라는 뜻이다.

## 만들기
지역에 따라 재료와 조리법의 차이가 있으나, 흔히 쇠고기, 양고기, 감자, 양파, 마늘, 고추, 가지, 토마토, 양배추, 소금, 후추 등이 쓰인다. 재료들을 냄비에 넣고 스튜해 낸다.

## 같이 보기
- 랭커셔 홋폿
- 아이리시 스튜